# Verner Hansson
Edvin Verner Hansson, född 22 december 1901 i Stockholm, död 29 januari 1980, var en svensk motorsportman och sportjournalist. Han var den förste svensk, som fick pris i såväl motorcykel-, bil- och motorbåts- som flygtävlingar.
Under skoltiden bedrev Hansson de flesta idrotter och spelade några gånger i AIK:s B- och C-lag i fotboll. Han tävlade 1918–1921 i utbordarlopp, och efter motorutbildning i Tyskland 1921–1922 debuterade han 1924 som förare i motorcykeltävlingar och vann debutloppet, tävlingen om Mälarpokalen. Han deltog 1926-1930 som orienterare åt E. Lindberg och C. Bergström (bil) samt Erik Westerberg och Ivar Liljekvist (motorcykel) i ett stort antal orienterings- och tillförlitlighetstävlingar samt åkte i sidvagnsekipaget i landskamperna mot Finland 1930 och 1931. Han deltog från 1928 i biltävlingar, bland annat 1937 i Rallye Monte-Carlo. Ar 1937 inköpte han ett flygplan, och sedan han på kort tid tagit flygcertifikat, gjorde han ett antal reportageflygningar för Idrottsbladet. Han var innehavare av AB Ekmans Bilskola i Stockholm sedan 1945.
Hansson var en skicklig organisatör, togs tidigt i anspråk som tävlingsledare och arrangerade 1927–1937 omkring 35 motortävlingar, däribland för motorcyklar de tre Vallentunaloppen (även för bilar) samt Stockholms första TT-lopp (vid Västerhaninge 1930), för bilar 100-milatävlingen och Sveriges första radiobiltävling (1929), Rikspokaltävlingen 1933, Sveriges Vinter GP på Rommehed 1947 och Stockholms GP vid Skarpnäck 1948.
Ar 1940 tog Hansson initiativet till Stora Militärstafetten och tillhörde tävlingsledningen samtliga fyra år. Han arrangerade 1943 Sveriges första stora utomhusboxning, EM-matchen mellan Olle Tandberg och Karel Sys på Råsunda fotbollsstadion.
Sin journalistbana började Hansson 1930 i Svenska Dagbladet (och även i Dagens Nyheter) samt var 1932–1945 Idrottsbladets motorredaktör (signaturen Test). Han var dessutom en av dåtidens främsta svenska specialister på tidtagning med olika instrument.